# Иконому, Антонис
Антонис Иконому (греч. Αντώνης Οικονόμου Идра 1785-1821) – греческий революционер, провозгласивший Революцию в 1821 году на острове Идра, ставшего одним из трёх основных оплотов революционного греческого флота. В греческой историографии получил также печальную известность и как первая жертва межгреческой классовой борьбы, происходившей на фоне Освободительной войны.

## Биография
Антонис Иконому родился на греческом острове Идра в 1785 году. 
Идру, которая только номинально была под османским правлением и не имела турецкого населения, в то время населяли 28 тысяч душ, из которых 10 тысяч были моряками. Во время Наполеоновских войн судовладельцы острова сколотили огромные, по греческим меркам, состояния, прорывая английскую блокаду Франции. 
Пo oкончанию наполеоновских войн остров был охвачен кризисом и большинство моряков остались без работы, проводя время на набережной острова, в ожидании найма. 
Иконому также последовал морской профессии и стал капитаном. Сумел приобрести маленькое торговое судно, которое однако, незадолго до Революции 1821 года утонуло у Гибралтара. Иконому отправился в Константинополь, в поисках кредита на постройку нового судна. Иконому не нашёл кредитора. Но здесь он познакомился с Папафлессасом, который посвятил его в тайное греческое революционное общество Филики Этерия. 
Бросив все свои коммерческие планы, Иконому вернулся на остров, где посвятил в “Общество” Димитриса Криезиса и Гикаса Т. Гикаса, из семьи богатых судовладельцев:B-46.

## Накануне Революции
Папафлессас, после сходки гетеристов в Измаиле в 1820 году, принявшей решение о начале Революции, прибыл в Константинополь. Получив здесь, от руководства Этерии, 90 тыс. турецких грошей он отправился на Пелопоннес, в качестве посланника Александра Ипсиланти. По пути, Папафлессас заехал в Айвалык, где подготовил отправку корабля с боеприпасами на Пелопоннес. Второй корабль с боеприпасами был отправлен из Смирны. 
Из Айвалыка Папафлессас прибыл на Идру, где его встретили гетеристы Иконому, Г. Гикас и Д. Криезис. Гетеристы острова были готовы к выступлению. Но переговоры Папафлесаса с судовладельцами острова не удались. Судовладельцы отметили, что их старые торговые суда не имеют и малейшей надежды противостоять линейным кораблям османского флота. Папафлессас, пытаясь убедить судовладельцев, сделал заявление, что этеристы планируют и сожгут османский флот на его базе, в Константинополе И получил ответ судовладельцев, что в этом случае, тем более нет смысла торопиться и рисковать. Папафлесас «прикусил язык» и осознал, что от судовладельцев нечего ожидать. Иконому и другие гетеристы заверили его, что они в любом случае поднимут восстание на Идре:Β-13.

## Революция

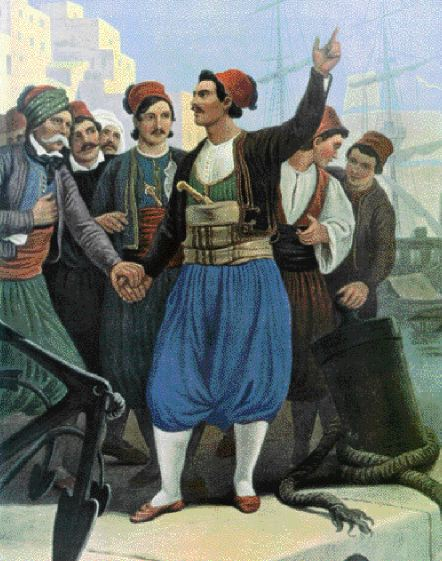
Художник Гесс, Петер фон :Антонис Иконому провозглашает Революцию на Идре

Первым среди островов, под руководством гетеристов П. Ботасиса и Г. Паноса, 3 апреля восстал остров Спеце. Последовали острова Порос, Саламин, Эгина и, 10 апреля, Псара.
Специоты послали делегацию на Идру, но судовладельцы острова медлили. 
Три гетериста, Иконому, Д. Криезис и Г. Гикас, вооружили 500 моряков, якобы для отправки на Пелопоннес. Судовладецы не возражали отправке с острова «горячих голов», в надежде что буря обойдёт остров:Β-46. 
Но как только была получена новость, что повстанцы осадили крепость Акрокоринф, Иконому, при поддержке Г. Гикаса и Д. Криезиса, возглавил группу моряков, которая, под звон колоколов храма Вознесение Девы Марии, заняли канцелярию острова. Восставшие захватили корабли и вынудили судовладельцев внести в фонд революции 650 тысяч турецких грошей. 
Иконому возглавил “Правление” острова:124 и судовладельцы были вынуждены предоставить ему абсолютную власть. 
Иконому попытался приостановить попытку судовладельцев вывести свои капиталы на остров Закинф, находившийся под британским контролем. «С этого момента, он проиграл не только игру, но и свою жизнь»:Β-47. 
Когда специот капитан Г.Цупас прошёл перед Идрой, буксируя за собой 13 (!) захваченных им турецких кораблей, моряков Идры уже нельзя было удержать. 
Давление восставшего народа вынудило судовладельцев принять участие в Освободительной войне:107.

## Классовое противостояние на фоне Греческой революции
Восстание греков против Османской империи является важнейшим событием в истории современной Греции. Греция перестаёт быть «неопределённым географическим термином» на карте Европы и начинает приобретать черты современного европейского государства, в идеологических рамках Просвещения и Французской революции – либерализма и национализма:79. 
Одновременно, сбрасывание осман с пирамиды власти, вызвало «интенсивное классовое противостояние», особенно в начальном периоде Революции, где каждая прослойка –класс пыталась занять лучшую позицию в вырисовывавшейся пост-османской действительности. В каждом регионе это противостояние носило свой оттенок: На острове Самос, ещё с предреволюционных годов, партия “каликандзаров” (знати и землевладельцев) противостояла партии “карманьолов” (либеральные коммерческие круги и крестьяне), которыми руководил Логофет, Ликург. В западной Средней Греции наблюдалось «смертельное столкновение» арматолов со знатью. В рамки этого противостояния С.Папагеоргиу помещает события на Идре в 1821 году и Антониса Иконому:80. 
Идра, последним из «флотских островов» присоединилась к Революции, в силу нежелания её судовладельцев подвергнуться приключениям, которые представляли опасность их привилегиям, богатствам и кораблям. 
Давление второстепенного капитана и гетериста, Иконому, который провозгласил революцию на острове, вынудили судовладельцев признать и принять Революцию. 
Власть Иконому, который, одновременно с провозглашением революции, попытался изменить общественный режим на острове, длилась недолго.

## Флот

Флаг Идры во время Греческой революции в 1821 году

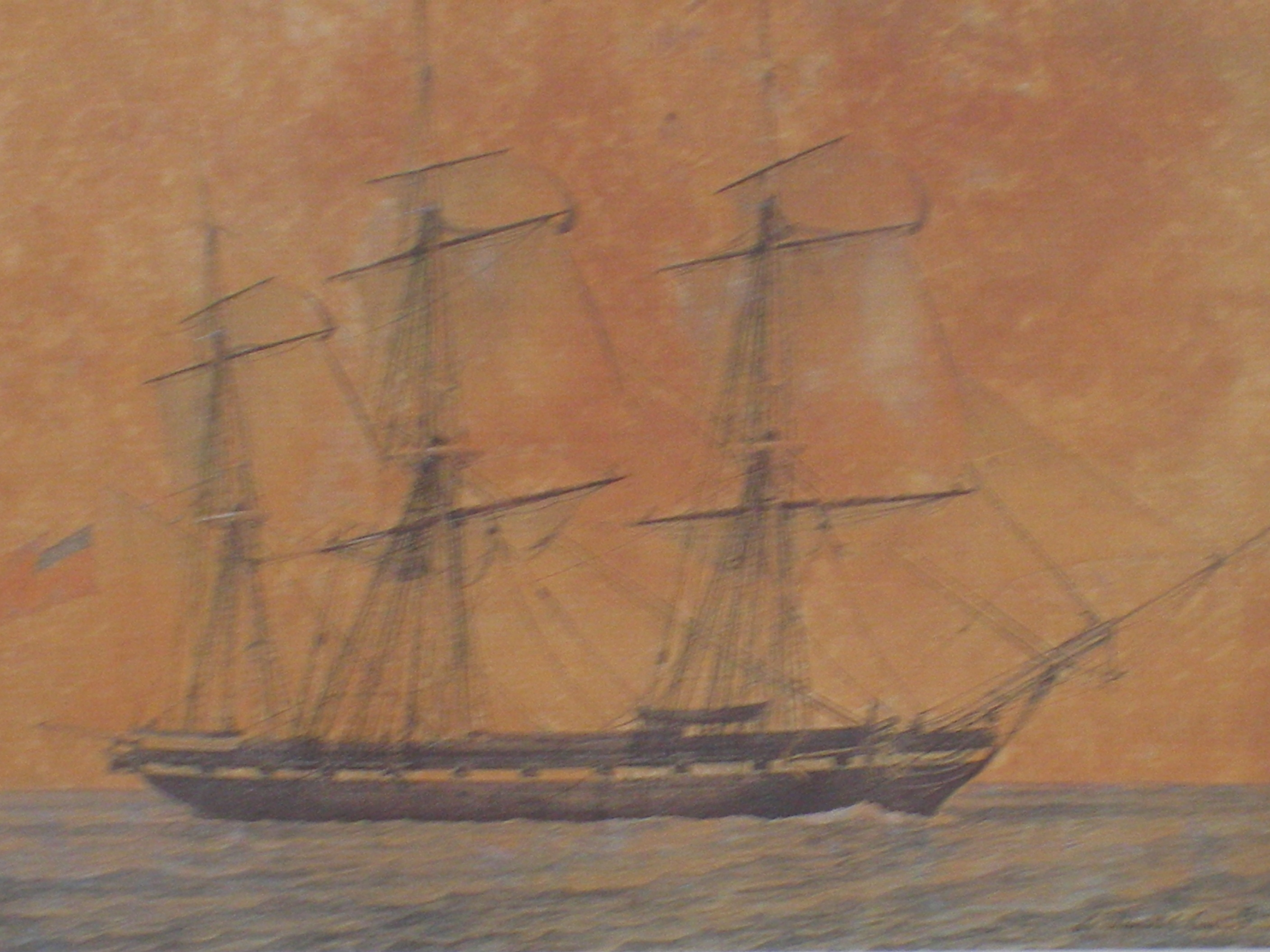
Художник Antoine Roux «Фемистоклис (парусный корвет)» в Марселе.

Флот вооружённых торговых кораблей Идры вышел 20 апреля и соединился с флотом острова Спеце. Зайдя на остров Тинос, флоты Идры и Спеце 24 апреля прибыли на остров Псара. На переходе было получено сообщение о мученической смерти патриарха Григория. 
Объединённый флот 3-х островов прибыл 27 апреля на остров Хиос, требуя от хиосцев участия в Революции и финансовой контрибуции. Но хиосцы слёзно просили флот уйти, дабы не провоцировать разрушения Хиоса, что однако не спасло остров от последовавшей, через год, Хиосской резни. 
28 апреля, исходя из количественного соотношения флота, идриот Томбазис, Яковос был провозглашён командующим объединённого флота, а его «Фемистоклис» стал флагманом флота:B-101. 
В тот же день, корабли Сахтуриса и Пиноциса захватили возле островка Инуссес турецкий корабль с мусульманскими паломниками, направлявшимися в Мекку на хадж. Среди паломников были Мисир-моласи, то есть религиозный глава Египта и несколько женщин. 
Стоимость захваченных алмазов, жемчугов, золота и серебра была оценена в 6 миллионов турецких грошей. Всех турок, экипаж и паломников, включая Мисир-моллу и женщин, греческие моряки вырезали, как они заявили, «дабы отмстить за смерть и поругание тела патриарха Григория». У судовладельцев Идры уже не было пути к отступлению от Революции:B-102.

## Контрпереворот судовладельцев
Корабли идриотов, патрулируя в северной части Эгейского моря зашли в Пагасский залив, чтобы поддержать восставших Пелиона. 
14 мая корабли вернулись на Идру. 
За два дня до возвращения флота и сторонников Иконому, составлявших большинство экипажей кораблей, на Идре «был сыгран первый акт драмы братоубийственного противостояния, на фоне Освободительной войны». Участник войны и, впоследствии, историк, Филимон, писал, что «судовладельцев охватил страх, что власть Иконому станет прочной. 42 дней хватило, чтобы подготовить внутреннюю контрреволюцию». Пути к отступлению у судовладельцев уже не было, но предоставлять свои корабли и деньги, чтобы ими распоряжался «второстепенный капитан» Иконому судовладельцы не были намерены. Было принято предложение Лазаря Кундуриотиса разделаться с Иконому. Атаку на канцелярию острова, 12 мая, возглавил Криезис, Антониос со своими 10 вооружёнными людьми. Иконому убил одного из нападавших и, вместе со своим сыном и несколькими сторонниками, оборонялся в канцелярии, которая подвергалась перекрёстному обстрелу из домов судоладельцев Д. Вулгариса, Э. Томбазиса, А. Криезиса, а также из верфи острова. Когда Г.Сахтурис стал пушками обстреливать канцелярию со своего брига, а за ним последовали ещё 2 корабля, защитники канцелярии оставили её и на лодке сумели добраться до, стоявшего на якоре, голета семьи Томбазисов и взять его под свой контроль. Но не имея возможности уйти из Идры, Иконому выбросил голет на мель, на западе острова, и высадился в пункте Паламида. Окружённые со всех сторон, Иконому и его сторонники сдались, получив заверения что их переправят на побережье Пелопоннеса. Судовладельцы, дабы не нарушить своё слово, обещали лодочникам вознаграждение, если те утопят Иконому на переправе, но лодочники предпочли не марать свои руки братской кровью. Иконому и его сторонники были переправлены на Пелопоннес и были свободны:B-102.

## Смерть Иконому
Власть на острове вновь перешла в руки судовладельцев, которые однако не чувствовали себя в безопасности, пока Иконому был жив. Когда пелопоннесцы обращались к ним за помощью, ответом было «держим при себе свои корабли, поскольку на протвоположном берегу мы видим свободным капитана Антониса». Пелопоннеские землевладельцы заключили Иконому в монастырь Святой Варвары в Калаврита. 
После того как греческие повстанцы взяли Триполи и созвали конгресс в Эпидавре, Иконому бежал из монастыря, с целью предстать перед конгрессом, для рассмотрения его личного дела и обстановки на Идре. Землевладельцы Пелопоннеса, получив эту информацию, решились наконец предоставить запрашиваемую судовладельцами Идры услугу. В свою очередь, лидер Революции на Пелопоннесе, Колокотронис, Теодорос, получив информацию о заговоре, попытался опередить события и спасти Иконому. Но, высланный Колокотронисом ему навстречу, отряд Цокриса не успел спасти Иконому. 16 декабря Цокрис нашёл тело убитого «смелейшего моряка и революционера» в русле сухой речки Ксериас, за городом Аргос:B-103:269.

## Оценка историков и память
Трикупис пишет «таковой была кончина Иконому, который своей решительностью поднялся выше всесильной аристократии своей Родины и первым повёл в борьбу за Свободу и Славу народ, чьи морские подвиги обновили прадедовы трофеи Саламины и Микале».
Фотиадис, Димитрис пишет, что «те, что разделались с Иконому, вкусили плоды дерева, посаженного им, став впоследствии адмиралами, министрами и премьер-министрами». 
Множество улиц по всей Греции носят имя Антониса Иконому. Его бюст установлен на набережной Идры возле Исторического музея Идры.